# Neotanypeza montana
Neotanypeza montana är en tvåvingeart som först beskrevs av Günther Enderlein 1936.  Neotanypeza montana ingår i släktet Neotanypeza och familjen långbensflugor.
Artens utbredningsområde är Colombia. Inga underarter finns listade i Catalogue of Life.